# Julio Rodríguez (béisbol)
Julio Yamel Rodríguez Reyes (Loma de Cabrera, Dajabón, 29 de diciembre de 2000) es un jardinero dominicano de béisbol profesional que juega para los Seattle Mariners de las Grandes Ligas. 
En la liga dominicana pertenece a los Leones del Escogido.
Rodríguez nació en Loma de Cabrera, una ciudad de aproximadamente 20.000 habitantes, en la República Dominicana.
Actualmente mantiene una relación sentimental con la futbolista canadiense del OL Reign Jordyn Huitema.

## Carrera profesional
Rodríguez firmó con los Marineros de Seattle a los 16 años como agente libre internacional en julio de 2017 por un bono por firmar de $1,75 millones. Hizo su debut profesional con los Marineros de la Liga de Verano Dominicana de nivel novato en el 2018, jugando principalmente en el jardín derecho y bateando (.315 / .404 / .525) (séptimo en la liga) con 50 carreras, nueve triples (empatados en el liderato de la liga), cinco jonrones, 36 carreras impulsadas y 10 bases robadas sin ser atrapado en 219 turnos al bate en 59 juegos. Era el más joven por más de tres años el jugador promedio en ambas ligas. Fue nombrado All Star DSL de mitad de temporada y All Star de Baseball America DSL.
Rodríguez comenzó 2019 con la Clase A West Virginia Power en la South Atlantic League. Se perdió parte de la temporada con una fractura en la mano izquierda. Fue ascendido a la clase A-Advanced Modesto Nuts en la Liga de California en agosto, convirtiéndose en uno de los únicos tres jóvenes de 18 años en todo el béisbol de ligas menores en jugar pelota High-A en 2019. Más de 328 turnos al bate en 84 juegos entre los dos equipos que jugando en el jardín derecho y el jardín central, bateó (.326 / .390 / .540) con 63 carreras, 26 dobles, 12 jonrones y 69 carreras impulsadas, y fue décimo en la Liga del Atlántico Sur con un porcentaje de slugging de (.490). Fue nombrado Jugador de la Semana de la Liga de California el 2 de septiembre y All Star de la Organización MiLB. En septiembre era el prospecto número 2 de los Marineros y el prospecto número 25 en el béisbol.
Jugó en la Arizona Fall League para los Peoria Javelinas después de la temporada regular, a los 18 años fue el jugador más joven de la AFL, y bateó (.288 / .397 / .365) en 52 turnos al bate. Fue nombrado estrella en ascenso de la AFL.
En junio de 2021, Rodríguez comenzó a jugar con los Everett Aquasoxs. Después de unos meses fue trasladado a Double-A Arkansas. Rodríguez fue seleccionado para jugar en el Juego de Futuras Estrellas. Ahora es # 2 en la lista de prospectos de los Marineros y # 5 en la lista de los 100 mejores prospectos de MLB.